# Karin Stenberg
Maria Katrina (Karin) Stenberg, född 1 maj 1884 i Árraksuoluoj, Västra Kikkejaur sameby, i Arvidsjaurs församling, död 23 mars 1969 i Arvidsjaurs församling, var en lärare, författare och pionjär inom den samiska föreningsrörelsen i Sverige. Hon var en av de som tog initiativ till organisationen Svenska Samernas Riksförbund, samt grundade Arvidsjaurs Sameförening.

## Biografi
Karin Stenberg var dotter till de renskötande skogssamerna Jon Nilsson Stenberg, född 1845, och Maria Mattsdotter Stenberg, född 1851, från Västra Kikkejaurs sameby. En stor del av uppväxten tillbringade hon i byn Araksuolo, nordväst om Arvidsjaur. Redan som liten såg hon vilka utmaningar som renskötande samer i hennes närhet mötte, där flera familjer riskerade vara tvungna att lägga ner sin renskötsel. Upplevelserna kom att prägla henne och ligga till grund för hennes arbete i att stärka samernas rättigheter. Som barn beslutade sig Stenberg för att bli lärarinna och lånade en ABC-bok av en storasyster för att lära sig att läsa. Hennes första skolerfarenhet blev i den ambulerande skolan i Lillpite, där hon och hennes familj bodde under vintern.
Hon studerade vid det samiska småskollärarseminariet i Mattisudden och utexaminerades 1904. Hon arbetade sedan som lärare inom Arvidsjaurs kommun under hela sitt yrkesverksamma liv. Parallellt med sitt yrke engagerade sig Karin Stenberg för samernas, framför allt skogssamernas sak. Hon deltog 1905 i det som brukar kallas för "Samernas första folkbildningskurs", och de därmed sammanhängande mötena med bland andra Carl och Anna Lindhagen. Denna vinterkurs hölls på Norra real i Stockholm av det tidiga NBV. År 1916 var hon med om att bilda sameföreningen i Arvidsjaur, kanske den första i Norrbottens län. Under julen 1919 uppvaktade hon den samepolitiskt intresserade riksdagsledamoten Carl Lindhagen tillsammans med flera andra representanter för den gryende samiska organisationsrörelsen.
En fråga som Stenberg särskilt engagerade sig i var skogssamernas situation. Under sin uppväxt hade hon märkt hur den skogssamiska renskötseln och jordbruket höll på att trängas undan av svenska myndigheter.  Skogssamerna sågs av myndigheterna inte som riktiga samer, till skillnad från samer längre norrifrån eller fjällsamer. Några av konsekvenserna blev skogssamernas svagare rätt till sin mark och sämre tillgång till utbildning.
År 1920 utkom stridsskriften Dat Läh Mijen Situd (Detta är vår vilja), med underrubriken En vädjan till Svenska Nationen från Samefolket. Som författare står Valdemar Lindholm, men av förordet framgår att Karin Stenberg varit i högsta grad delaktig: "Denna bok har tillkommit på mitt och några andra Arvidsjaurssamers initiativ. Jag, Karin Stenberg, har givit herr Lindholm impulsen till detta arbete och jag åtager mig personligen ansvaret för de meningar och synpunkter, som i denna bok framläggas..." Avsikten var att påverka 1919 års lappkommitté, som skulle utreda samernas rättigheter och renskötselns villkor.
På 1930-talet gick Karin Stenberg i spetsen för arbetet att rädda Lappstaden i Arvidsjaur, som hotades av en vägdragning. Lappstaden utsågs 1948 till byggnadsminne och är därmed ett av Norrbottens läns äldsta byggnadsminnen. Beslutet om byggnadsminnesstatus bekräftades 1976. Lappstaden är den enda samiska kyrkstaden i Norrbotten.

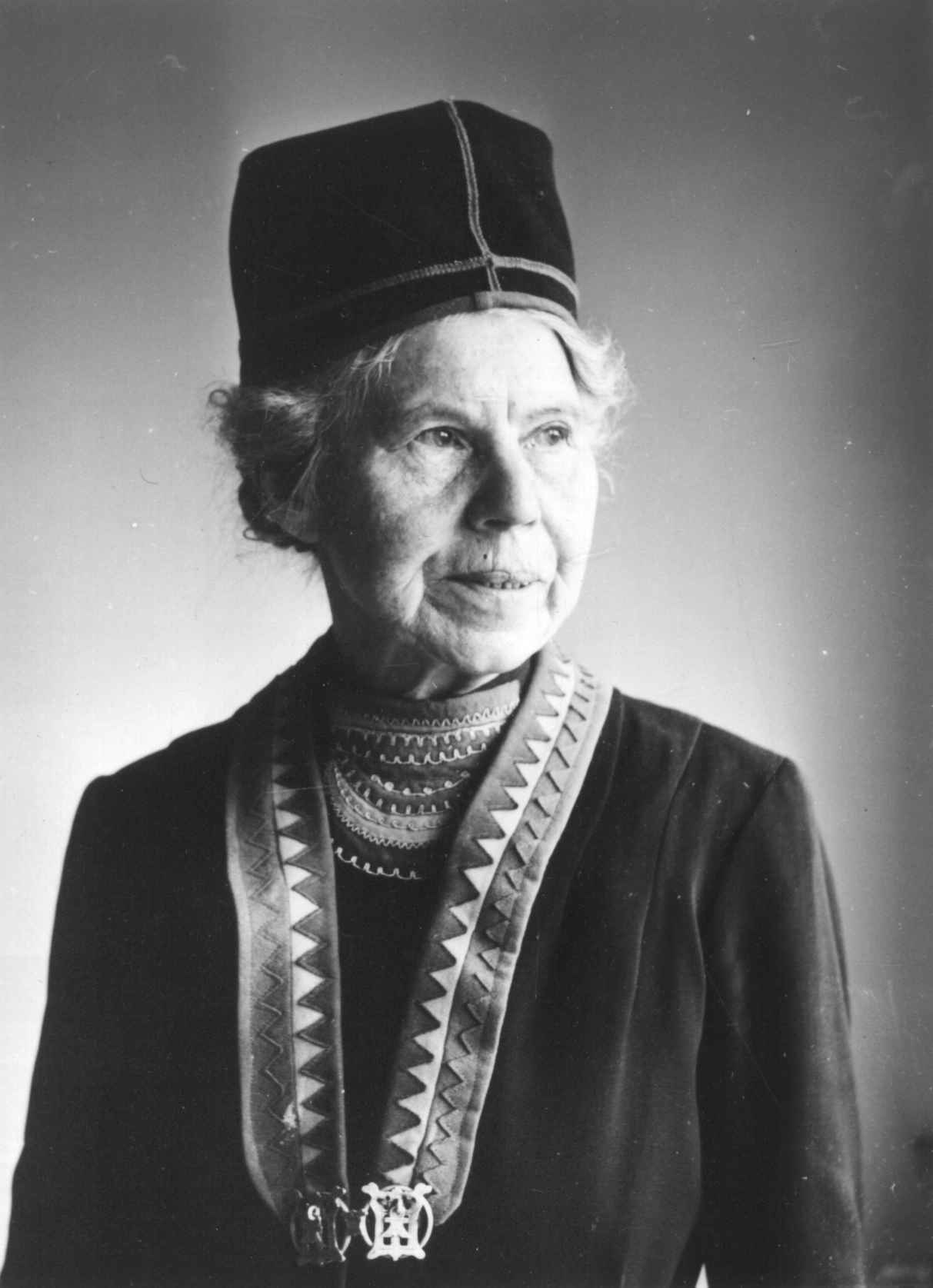
Karin Stenberg, 1962

Tillsammans med Gustav Park tog Karin Stenberg initiativ till Samernas folkhögskola, som startade i Sorsele 1942. Hon var även en av initiativtagarna till den samiska riksorganisationen Same Ätnam, som bildades 1945 i Jokkmokk.
Karin Stenberg mottog flera utmärkelser under sitt liv, bland andra Kungliga patriotiska sällskapets medalj, Olof Högberg-plaketten och Svenska slöjdföreningens silvermedalj. Hon var också ledamot av Vasaorden, första klassen.